# Dennis Bröker

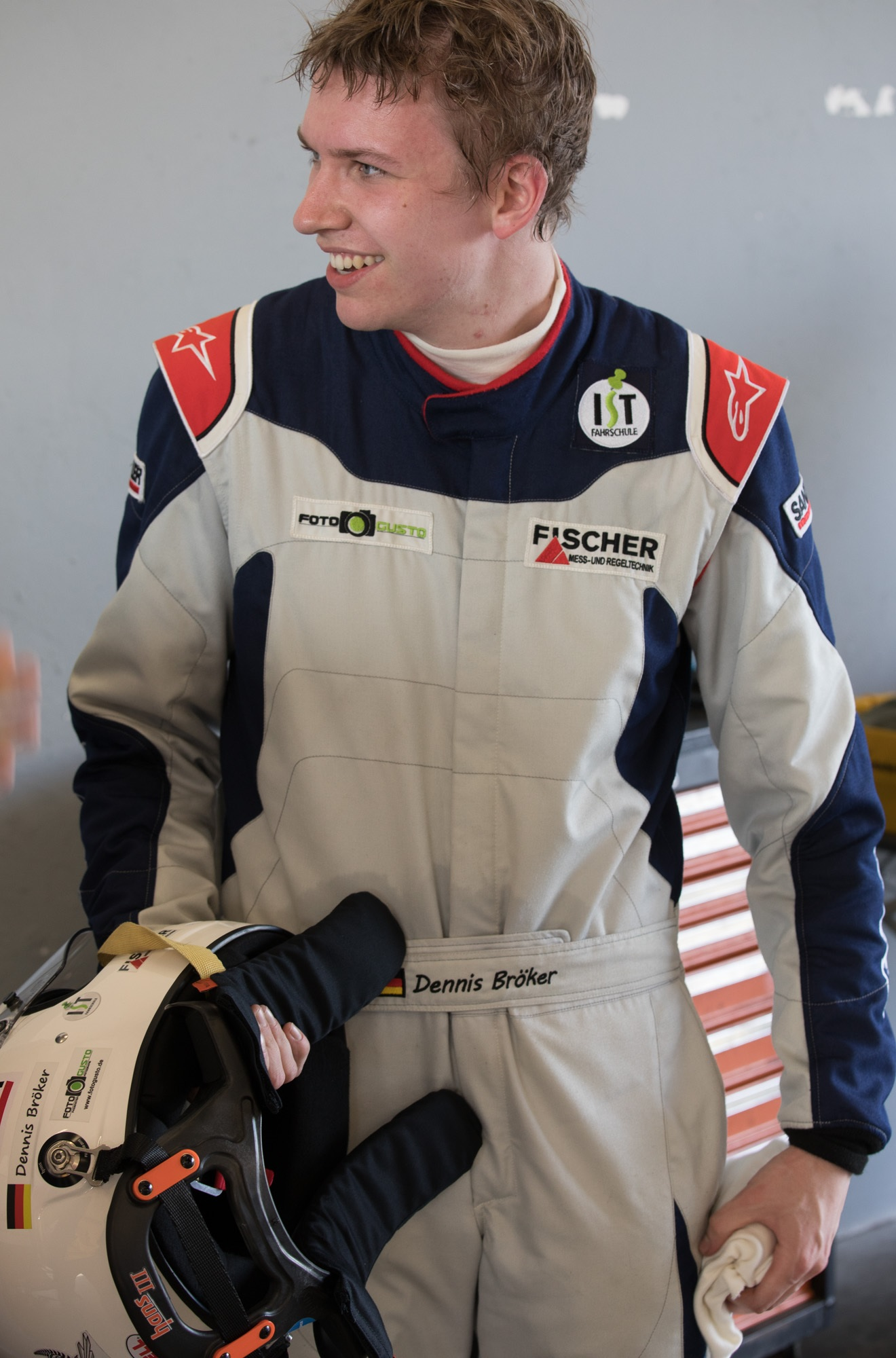
Dennis Bröker (2017)

Dennis Bröker (* 28. Dezember 1993 in Lemgo, Nordrhein-Westfalen) ist ein deutscher Automobilrennfahrer. Er startete 2017 und 2018 im ADAC Logan Cup. In der Saison 2018 wurde er mit seinem Teamkollegen Lucian Aron Vizemeister im ADAC Logan Cup. In der Saison 2019 holte er den Meistertitel im Chevrolet Cruze Eurocup.

## Karriere
Bröker begann seine Motorsportkarriere 2010 im Kartsport beim MC Wüsten in Bad Salzuflen und erzielte bis 2014 diverse Podiumsplätze, darunter 2012 den 3. Platz in der Landesgruppenmeisterschaft Westfalen des DMV im Superkartslalom.
Im Jahr 2016 nahm Bröker erfolgreich an der von Andreas Pfister durchgeführten ADAC Tourenwagenfahrersichtung in Schlüsselfeld teil.
2017 wechselte er in den Tourenwagensport. Er startete für Pfister-Racing im ADAC Logan Cup mit seinem Teamkollegen Lucian Aron und erreichte den 5. Gesamtrang in der Teamwertung. Daneben erzielte er auf dem TT-Circuit Assen in der Wertungsklasse 1 den 3. Platz in der DMV NES 500 auf BMW 318 ti Cup.
In der Saison 2018 startete Bröker erneut mit Lucian Aron für Pfister-Racing im ADAC Logan Cup und wurde mit 5 Podestplätzen und einem Rennsieg Vizemeister in der Teamwertung. In der Rookie-Fahrerwertung im ADAC Börde 2h Cup belegte er den 3. Platz.
2019 wechselte Bröker in den Chevrolet Cruze Eurocup und gewann die Meisterschaft. Er stand bei zehn Rennen achtmal auf dem Podium und gewann drei Rennen. Die ADAC OWL Automobil-Rennsport-Meisterschaft schloss er auf dem 3. Platz ab.
Neben seiner Tätigkeit als Rennfahrer arbeitet Dennis Bröker als Kraftfahrzeugmechatroniker.

## Karrierestationen Tourenwagensport
| Saison | Pos. | Meisterschaft           | Team           | GER | GER | GER | GER | GER | GER | GER | GER |     |     | Punkte |
| 2017   | 5    | ADAC Logan Cup          | Pfister-Racing | 4   | 6   | 3   | DSQ | 4   | 3   | 5   | 7   |     |     | 3780   |
|        |      |                         |                |     |     |     |     |     |     |     |     |     |     |        |
|        |      |                         |                | GER | GER | GER | GER | GER | GER | GER | GER | GER |     |        |
| 2018   | 2    | ADAC Logan Cup          | Pfister-Racing | 4   | 1   | 2   | 3   | 5   | 4   | 2   | DNF | 2   |     | 4369   |
|        |      |                         |                |     |     |     |     |     |     |     |     |     |     |        |
|        |      |                         |                | GER | GER | AUT | AUT | CRO | CRO | SVK | SVK | GER | GER |        |
| 2019   | 1    | Chevrolet Cruze Eurocup | Pfister-Racing | 6   | 6   | 3   | 3   | 2   | 3   | 1   | 2   | 1   | 1   | 70     |